# حياة الآخرين
حياة الآخرين (بالألمانية: Das Leben der Anderen) فيلم ألماني، صدر في 2006 وحصل على جائزة الأوسكار لأفضل فيلم بلغة أجنبية، كما رُشح لجائزة الغولدن غلوب لأفضل فيلم بلغة أجنبية وحصل على عشرة من الجوائز العالمية.

## القصة
تدور أحداث الفيلم في فترة ما قبل سقوط جدار برلين في ألمانيا قبل التوحيد حيث كانت تعيش ألمانيا الشرقية الاشتراكية بكل صورها وتفرض على الناس العيش في هذا النظام ولو رغماً عنهم. في ظل هذه الظروف بدأ بعض المفكرين الناقدين للاشتراكية بالدفاع ضد أفكارهم سراً عن طريق المنشورات أو المسرحيات المتضمنة للمفاهيم المعادية للاشتراكية تلميحاً. وكان بعضهم يسافر هارباً إلى ألمانيا الغربية هرباً من النظام وقسوته. في المقابل كانت حكومة ألمانيا الشرقية الاشتراكية تستجوب المفكرين وتخضعهم لعمليات الرقابة كاملة في المنزل والعمل.
تبدأ أحداث الفيلم بتحقيق قوي مع أحد أصدقاء من هربوا إلى ألمانيا الغربية يقوم بالتحقيق دكتور في الجامعة العسكرية والذي يُدرس بدوره أساليب التجسس والإستخبارات. يتم تكليف هذا القائد بمراقبة مُفكر يغلب الظن على اشتراكه في عمليات تحريض ضد الأفكار الاشتراكية ويبدأ هذا القائد بالتجسس عليه وكتابة تقارير قد تودي به في السجن، غير أنه يبدأ وبعد طول مراقبة وتجسس بالاقتناع بما يفعله الكاتب وبما يؤمن به حيث يبدأ بإخفاء أخباره عن القيادة وتدليس التقارير المقدمة عنه. تصل القصة لذروتها عندما يقوم المحقق بإخفاء دليل الإدانة، الآلة الكاتبة التي كان يكتب بها منشوراته، الذي كان سيتم القاء القبض على الكاتب بسببها.
يتعرض هذا القائد بعدما ضَلل حكومته للفصل من العمل وتحويله للعمل غير سري أو مسؤول في مكتب البريد. يظل على هذا الحال أعواماً حتى يقع جدار برلين وتعلن الوحدة الألمانية بينما يصبح هو موزع للبريد. يكتشف الكاتب بالصدفة أنه كان مراقباً ويذهل من عدم إلقاء القبض عليه برغم ما كان يفعل ضد الحكومة ثم يبدأ بالبحث في الملفات والتقارير التي وضعت في الأرشيف للعامة بعد الوحدة ويكتشف أن القائد المسؤول عن مراقبته هو من أخفى أدلة إدانته وأنه من حماه عبر تغيير محتوى التقارير المكتوبة عنه. يذهب الكاتب للبحث عن القائد فيجده يعمل ساعياً للبريد فيتردد عن كيفية شكره فلا يجد غير أن يؤلف كتاباً به إهداء باسمه ويحكي فيه بطولته وهذا بعد أن توقف عن الكتابة منذ سقوط سور برلين.

## طاقم التمثيل
- أولريش موه بدور غيرد فيسلر
- مارتينا غيدك بدور كريستا ماريا زيلاند
- سيباستيان كوخ بدور جورج درايمان
- أولريك توكر بدور أنتون غوبتز

## الاستقبال النقدي
تلقى الفيلم مراجعات إيجابية جداً من مختلف النقاد، حيث حصل على نسبة 93% على موقع الطماطم الفاسدة بناءً على 153 مراجعة بمتوسط 8.3 من 10 وكان الإجماع النقدي للموقع: "على عكس أفلام الجاسوسية التقليدية Das Leben der Anderen لا يُضحي بملامح شخصياته مقابل المُطاردات والمؤامرات، وأداء الممثلين (بالأخص أولريش موه) سيترك انطباعاً طويلاً.

### الجوائز والترشيحات
| حاز الفيلم على العشرات من الجوائز المحلية والعالمية. من أهمها: حفل توزيع جوائز الأوسكار التاسع والسبعون - أفضل فيلم بلغة أجنبية (فاز بها) جوائز الأكاديمية البريطانية للأفلام - أفضل فيلم بلغة أجنبية (فاز بها) جائزة سيزار - أفضل فيلم بلغة أجنبية (فاز بها) جائزة غولدن غلوب - أفضل فيلم بلغة أجنبية جوائز الروح المستقلة - أفضل فيلم بلغة أجنبية (فاز بها) جمعية نقاد السينما في لوس انجلوس - أفضل فيلم بلغة أجنبية (فاز بها) جوائز الأفلام الألمانية - أفضل فيلم (فاز بها) - أفضل ممثل (فاز بها) - أفضل ممثل مساعد (فاز بها) - أفضل مخرج (فاز بها) - أفضل تصوير سينمائي (فاز بها) - أفضل تصميم إنتاج (فاز بها) - أفضل نص (فاز بها) | كما وظَهر في العديد من قوائم «أفضل 10 افلام في 2006» الصادرة عن الصحف والمواقع المختصة. \| المرتبة \| الناقد \| الصحيفة/الموقع \| \| ------- \| ------------------- \| -------------------- \| \| الأولى \| جيمس بيراردينيلي \| ReelViews \| \| الأولى \| شون ليفي \| The Oregonian \| \| الثانية \| مثال \| Empire \| \| الثانية \| مارجوري بومغارتن \| The Austin Chronicle \| \| الثانية \| مايكل شراغاو \| The Baltimore Sun \| \| الثانية \| ريتشارد كورليس \| TIME \| \| الثالثة \| رينيه رودريغيز \| The Miami Herald \| \| الرابعة \| ديفيد آنسين \| Newsweek \| \| الرابعة \| ستيفن هولدن \| The New York Times \| \| الخامسة \| روجر إيبرت \| Chicago Sun-Times \| \| الخامسة \| ريتشارد روبر \| Chicago Sun-Times \| \| الخامسة \| أوين غليبرمان \| Entertainment Weekly \| \| الخامسة \| ليام لاسي وريك غرون \| The Globe and Mail \| \| السابعة \| كريستي لومير \| Associated Press \| \| السابعة \| تاشا روبنسون \| The A.V. Club \| \| الثامنة \| أيه. آو. سكوت \| The New York Times \| \| الثامنة \| كايل سميث \| New York Post \| |                      |
| المرتبة | الناقد | الصحيفة/الموقع       |
| الأولى | جيمس بيراردينيلي | ReelViews            |
| الأولى | شون ليفي | The Oregonian        |
| الثانية | مثال | Empire               |
| الثانية | مارجوري بومغارتن | The Austin Chronicle |
| الثانية | مايكل شراغاو | The Baltimore Sun    |
| الثانية | ريتشارد كورليس | TIME                 |
| الثالثة | رينيه رودريغيز | The Miami Herald     |
| الرابعة | ديفيد آنسين | Newsweek             |
| الرابعة | ستيفن هولدن | The New York Times   |
| الخامسة | روجر إيبرت | Chicago Sun-Times    |
| الخامسة | ريتشارد روبر | Chicago Sun-Times    |
| الخامسة | أوين غليبرمان | Entertainment Weekly |
| الخامسة | ليام لاسي وريك غرون | The Globe and Mail   |
| السابعة | كريستي لومير | Associated Press     |
| السابعة | تاشا روبنسون | The A.V. Club        |
| الثامنة | أيه. آو. سكوت | The New York Times   |
| الثامنة | كايل سميث | New York Post        |

## وصلات خارجية
- الموقع الرسمي
- حياة الآخرين على موقع IMDb (الإنجليزية)
- حياة الآخرين على موقع ميتاكريتيك (الإنجليزية)
- حياة الآخرين على موقع روتن توميتوز (الإنجليزية)
- حياة الآخرين على موقع نتفليكس (الإنجليزية)
- حياة الآخرين على موقع قاعدة بيانات الأفلام العربية
- حياة الآخرين على موقع ألو سيني (الفرنسية)
- حياة الآخرين على موقع Turner Classic Movies (الإنجليزية)
- حياة الآخرين على موقع أول موفي (الإنجليزية)
- حياة الآخرين على موقع بوكس أوفيس موجو (الإنجليزية)
- حياة الآخرين على موقع فيلمافينيتي (الإسبانية)